# La Floresta (Uruguai)
La Floresta és un balneari i una ciutat de l'Uruguai, ubicada al departament de Canelones, 54 km a l'est de Montevideo. Va ser fundada el 1911 pel doctor Miguel Perea. Actualment té una població d'uns 1.211 habitants. Té costes sobre el Riu de la Plata i forma part de la Costa de Oro.
L'actual alcalde és Miguel Noblia.

## Població
El municipi de La Floresta tenia 1.109 habitants durant el cens del 2004.
| Any  | Població |
| ---- | -------- |
| 1963 | 566      |
| 1975 | 853      |
| 1985 | 959      |
| 1996 | 1.211    |
| 2004 | 1.109    |

Font: Institut Nacional d'Estadística de l'Uruguai (INE)

## Infraestructura
El balneari es troba al quilòmetre 55 de la Ruta Interbalneària (RI) i també té accés per la ruta 35.